# Casa consistorial de Potríes
La Casa consistorial de Potríes (Provincia de Valencia, España) constituye un magnífico ejemplo de la arquitectura señorial del siglo XVII en el ámbito rural de la Comunidad Valenciana.

## Historia
En 1240 Potríes era una pequeña alquería bajo la jurisdicción del castillo de Rebollet, siendo donado por el rey a la familia Carroz, primeros señores de Potríes. La historia local correrá paralela a la de otros centros urbanos de mayor entidad, como Oliva o Fuente Encarroz. En 1368, Berenguer de Vilaragut, casado con Alamanda Carroz,  Señor consorte de la Honor de Rebollet,  debido al deplorable estado en el que habían quedado sus posesiones después de la guerra de los dos Pedros, otorgó una nueva Carta de Población: Carta Puebla de Fuente Encarroz, Potríes y Rafelcofer (1368). Los Centelles detentarán el señorío de este lugar durante un largo periodo de tiempo. En 1449 el monarca Alfonso el Magnánimo otorga el título de Conde de Oliva a Francisco Gilabert de Centelles, quedando Potries dentro de los dominios del Condado de Oliva.
Cuando se produjo la unión de las familias de los Borja (Duques de Gandía) y los Centelles (Condes de Oliva) por el matrimonio de Carlos de Borja y Magdalena Centelles, en 1548, se consolidó la unión territorial de ambas zonas. Es en esta época, entre 1595 y 1611 cuando se lleva a cabo la construcción de la Casa que actualmente es sede del Ayuntamiento de Potries.
Todo esto está referenciado gracias a la existencia de un documento datado el 1611 que dice que Pere de Borja i Centelles, gobernador de Gandía, era el propietario en Potries «d’una casa gran i nova, amb moltes sales, tan bona com la millor de totes les que posseeix la senyoria». Pedro de Borja fue el segundo hijo del quinto duque de Gandía, Carlos de Borja, i la condesa de Oliva, Magdalena Centelles, matrimonio que como indicamos antes se celebró en 1595, para unificar los patrimonios de estas grandes familias.

## Descripción
El edificio sufrió originariamente una reconstrucción de nueva planta debida a cuestiones meramente económicas relacionadas con el control y la fiscalización de las tierras que los Borja debían gestionar desde el momento de la unión de las dos familias.
El edificio presenta fábrica básicamente de tapia mixta con baldosa, a excepción de la base de la esquinera de la fachada principal, hecha con sillares. Su planta es en forma de U, con un cuerpo principal de planta baja, primer piso, cámara y cubierta a dos aguas de teja árabe; aunque este cuerpo principal articula otras cuatro dependencias superpuestas, dos en cada uno de los extremos.
Las dos primeras se sitúan entre la planta baja y el primer piso, a modo de entresuelo, presentando acceso directo desde el amplio vestíbulo mediante elegantes escaleras decoradas con baldosas del pañuelo. Las segundas se ubican entre el primer piso y el cuarto. Esta disposición de las dependencias se corresponde con los huecos de la fachada principal. El patio rectangular, en la parte posterior, está flanqueado por los dos cuerpos anejos con planta baja y piso. También unos adosados a la fachada del patio, que disponen de cubierta a una vertiente hacia el interior. En estos espacios antiguamente se ubicaban anexos económicos como las cuadras, la paliza y la cocina. La entrada principal muestra la viga de madera original y el despacho de la alcaldía conserva el pavimento cerámico policromado.
La sede del Ayuntamiento no estuvo siempre ubicada en esta casa, sino que hasta finales del siglo XIX la corporación municipal estaba ubicada en un viejo edificio situado en la plaza de la Iglesia, que también hacía las veces de escuela. Pero al estar en pésimas condiciones el consistorio decidió comprar este inmueble a un rico propietario e industrial dedicado a la hilatura de la seda, Domingo Llopis , y lo constituyó en la sede del Ayuntamiento. Además, instaló el reloj público, las escuelas, las viviendas de los maestros y una pequeña cárcel.
A principios de los años 80 se realiza una cuidada restauración del edificio conservando la estructura original del miso, así como de algunos elementos arquitectónicos singulares:
1. las rejas de hierro forjado de la fachada,
2. los pavimentos de azulejos policromados semejantes a los del palacio Ducal de Gandía,
3. Elementos decorativos del Renacimiento tardío
4. las vigas de madera originales de la casa.
5. Fachada principal construida de forma mixta entre baldosas y sillares de piedra.
6. Escaleras decoradas con “azulejos de mocadoret”
7. Puerta de madera antigua con 5 cerrojos en el vestíbulo del edificio, que da acceso a la ruta de sistemas de captación de aguas.
8. Patio interior donde en el pasado se situaban anexos a la casa elementos como cuadras, la cocina o el pajar.

La fachada principal se abre a la calle de Boamit, calle con evidentes reminiscencias del pasado musulmán del municipio.
Casa Consistorial actualmente alberga para el porrat las diferentes exposiciones, al igual que se efectúan visitas guiadas por su interior.